# Montanha Metcalfe
Montanha Metcalfe ( 67° 59′ S, 66° 57′ O   ) é uma montanha no lado sul da cabeceira do Glaciar McMorrin , a 1,5 milhas náuticas (3 km)   ao sul da Montanha Wilcox , em Graham Land , Antártida.  Foi nomeado pelo Comitê Antártico de Locais Britânicos por Robert J. Metcalfe , um inspetor da British Antarctic Survey em Stonington Island , 1960–62, que pesquisou a área em 1962.